# Un neomelodico presidente
Un neomelodico presidente è un film del 2010 diretto da Alfonso Ciccarelli.
Questo film vede il debutto cinematografico come protagonista del cantante Mimmo Dany con la partecipazione della showgirl Francesca Cipriani.

## Trama
Il cantante neomelodico Leopoldo Giappone, in arte Mimmo Dany, si candida a presidente della regione Campania con una lista a sé, l'UVC. Il suo sogno tuttavia resta quello di partecipare al reality show L'isola dei famosi, e per questo ha a che fare con la malavita.

## Distribuzione
Il film è stato distribuito nei cinema italiani il 23 aprile 2010.